# Gizela (imię)
Gizela – imię żeńskie pochodzenia germańskiego. Wywodzi się od słowa gisel oznaczającego przysięgę lub zakładnika. Imię spopularyzowane przez balet Adolphe’a Adama Giselle z 1841.
W Polsce wystąpiło w 1265 jako Gizla, spopularyzowane szerzej w XIX wieku pod wpływem Niemiec, gdzie jest popularne od Średniowiecza. Brak świętych o tym imieniu, w wykazach hagiograficznych pojawiły się błogosławione.
W styczniu 2024 w rejestrze PESEL, wśród publicznie dostępnych danych, wykazano 5126 kobiet o imieniu Gizela nadanym jako imię pierwsze oraz 1624 kobiety noszące imię Gizela jako imię drugie. Dla porównania, najczęściej nadane imię żeńskie – Anna – nosi 1072616 osób.
Gizela imieniny obchodzi 7 maja.

## Imię Gizela w innych językach[9]
- łacina – Gisela, Gisella
- angielski – Giselle, Gisela, Gisella
- czeski – Gizela, Gisela
- francuski – Giséle, Gisélle
- hiszpański – Gisela
- niemieckl – Gisela, Gisella, Gisel
- słowacki – Gizela
- słoweński – Gizela
- włoski – Gisella, Giselda.

## Osoby o tym imieniu
- bł. Gizela – królowa węgierska
- Gisele Bündchen – brazylijska topmodelka
- Gisela Dulko – argentyńska tenisistka
- Gizela Habsburg – arcyksiężniczka Austro-Węgier
- Gisèle Pascal – francuska aktorka
- Gyselle Silva – kubańska siatkarka.